# 白環鸚嘴鵯
白環鸚嘴鵯，臺灣話稱石鸚哥(tsio̍h-ing-ko)、林投雞或林投公，為小型鵯科鳥類，體長大概十五公分，因頸部有一明顯白環而得名，喙部米黃色，頭部黑色，身體呈橄欖綠色。
生活在中低海拔的山區，但是從平原丘陵地到山上都可發現牠們的蹤跡，喜停棲於灌木叢或大型芒草叢的頂端
。叫聲為：“追丟-對 追丟-對”。常群聚於於枝葉間覓食，保護色佳，不易發現。